# 娄机

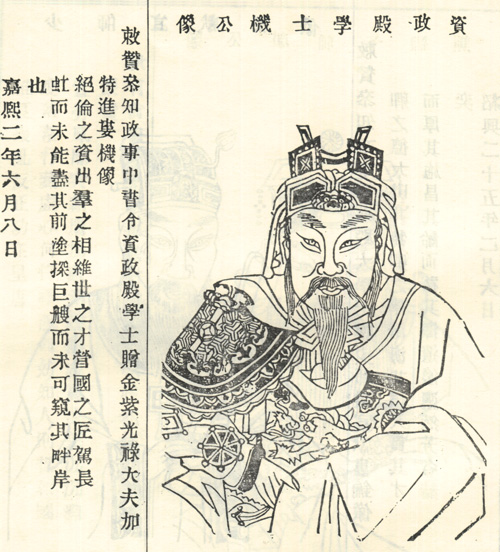
婁機

娄机（1133年—1211年），字彦发，嘉兴府（今浙江省嘉兴市）人。南宋大臣，宋宁宗时参知政事。宋代文字训诂学家。
曾祖娄亿，祖父亲娄乾耀，都担任将仕郎。父亲娄寿，宋高宗绍兴三十年（1160年）以奉议郎知崇安军事。娄机是宋孝宗乾道二年（1166年）进士。授盐官尉。为母丁忧，服除，改任含山主簿。调任於潜县丞，为江东提举司干办公事，转任淮东。淳熙十二年（1185年），改知西安县（今浙江省衢州市）。娄机居官以安民节财为重。宋光宗绍熙二年（1191年），通判饒州。改任干办诸司审计司。庆元六年（1200年），转任宗正寺主簿，为太常博士。嘉泰元年（1201年），担任秘书郎，兼资善堂小学，请续编《中兴馆阁书目》。转任右曹郎官、秘书省著作郎。升右正言兼侍讲，首论广蓄人才，以备缓急。进升为太常少卿兼权中书舍人。韩侂胄计划北伐金朝，他上书极论不可，于是以言事去职。韩侂胄被诛，宋宁宗召娄机为吏部侍郎兼太子左庶子，转任礼部尚书兼给事中。嘉定元年（1208年）上书三事：成纪纲、固邦本、壮国威。于是擢升同知枢密院事兼太子宾客，进参知政事。告老，以资政殿学士致仕，提举洞霄宫。卒后，赠金紫光禄大夫。
娄机家藏碑版图籍丰富。深于书学，博览穷读，精研文字。著有《汉隶字源》、《班马字类》、《广干禄字书》。《班马字类》五类，取司马迁《史记》、班固《汉书》所用古字、僻字，以张守节《史记正义》、司马贞《史记索隐》以及《西汉音义》、《集韵》诸书订正，按四声编排。考证训诂，辨音释义，都很详尽。《汉隶字源》六卷，收录东汉碑刻及壶、鼎、刀、镜、盆等铭文。共收汉碑309种，魏晋碑31种，各记其时代地点、书人姓名。依《广韵》韵目编排，每字以楷书立目，下面以隶书标注，有数体的一并罗列。是研究隶书及汉字演变的重要参考。

## 延伸阅读
[在维基数据编辑]
 在维基文库阅读此作者作品
 《宋史/卷410》，出自脱脱《宋史》